# Otto-Wallach-Plakette
Die Otto-Wallach-Plakette wurde in unregelmäßigen Abständen an Forscher aus europäischen Ländern für ihre besonderen Leistungen auf dem Gebiet der ätherischen Öle, der Terpene und Polyterpene oder der biochemischen Lock- und Abschreckungsstoffe (sog. Pheromone) verliehen. Die Vorderseite der Goldplakette zeigt die Strukturformeln von Verbindungen, mit denen sich Wallach befasste: Isopren, β-Pinen und α-Terpinen.
Die Plakette wurde aus dem Otto-Wallach-Fonds heraus verliehen. Dieser wurde von der Firma Dragoco Gerberding & Co. AG (Holzminden) 1964 bei der Gesellschaft Deutscher Chemiker (GDCh) zum Andenken an den Begründer der modernen Terpenchemie Otto Wallach (1847–1931) errichtet.
Durch eine Umfirmierung der Firma Dragoco im Jahr 2003 mit einem veränderten Aufgabenspektrum passte dieser Preis nicht mehr in das Firmenprofil und die Verleihung der Otto-Wallach-Plakette wurde ausgesetzt.

## Inhaber der Otto-Wallach-Plakette
- 1966: Walter Hückel, Tübingen
- 1969: Guy Ourisson, Strasbourg/Frankreich
- 1974: Ferdinand Bohlmann, Berlin
- 1977: Hermann Eggerer, München
- 1981: Günther Ohloff, Genf/Schweiz
- 1986: Hans Jürgen Bestmann, Erlangen
- 1988: Erich Hecker, Heidelberg
- 1991: Wolfgang Oppolzer, Genf/Schweiz
- 1996: Wittko Francke, Hamburg
- 1999: Peter Welzel, Leipzig
- 2002: Pierre Potier, Gif-sur-Yvette/Frankreich